# Les Blondes et Papa
Les Blondes et Papa est un roman policier humoristique français de Charles Exbrayat publié en 1961.

## Résumé
Pendant un voyage d'affaires à Cardiff, au Pays de Galles, Ianto Morgan, un veuf qui élève seul Buddug, sa fille de douze ans, rencontre Catrin, une très belle blonde. Fasciné depuis toujours par les blondes et passablement naïf, il accepte d'emblée de l'accompagner chez elle et tombe dans le piège tendu : après leur arrivée, il est bientôt surpris, l’arme du crime à la main, devant un cadavre. 
Quand Buddug apprend que son père est incarcéré, elle requiert les services de son fiancé Caradog, amoureux transi et tout dévoué, afin de l'aider à mener l'enquête qui innocentera son père.

## Particularités du roman
Avec ce roman, qui a pour sous-titre « roman policier humoristique », Charles Exbrayat apparaît bien comme le « créateur [du] roman policier humoristique « à la française » ».

## Éditions
- Librairie des Champs-Élysées, coll. « Le Masque » no 727, 1961 (BNF 33001179) ;
- Librairie des Champs-Élysées, coll. « Club des Masques » no 126, 1979  (ISBN 2-7024-0116-3), réimpression 1986  (ISBN 2-7024-0116-3) ;
- LGF, coll. « Le Livre de poche policier » no 6176, 1986  (ISBN 2-253-03858-X) ;
- Dans le volume omnibus Le Tour d'Europe d'Exbrayat, Librairie des Champs-Élysées, coll. « Les Intégrales du Masque. Exbrayat » no 3, 1993  (ISBN 2-7024-2373-6)
- Librairie des Champs-Élysées, coll. « Masque poche » no 36, 2013  (ISBN 978-2-7024-4037-7)

## Source
- Jacques Baudou et Jean-Jacques Schleret, Le Vrai Visage du Masque, vol. 1, Paris, Futuropolis, 1984, 476 p. (OCLC 311506692), p. 181